# Шаховський Сергій Володимирович
Сергій Володимирович Шаховський (1852, Москва — 12.10.1894, Таллін) — російський державний в Естонії та Україні, громадський діяч шовіністичного московитського напрямку. Дійсний статський радник, губернатор Чернігівської губернії (1883-1885) та Естляндської губернії, де здійснював активну політику московщення.

## Біографія
Князь Сергій Володимирович Шаховський був не єдиним в сім'ї, його молодшим братом був князь Микола Володимирович Шаховськой, що став також чиновником.
16 серпня 1881 князь С. В. був призначений виконуючим обов'язки (і. д.) губернатора м. Чернігів.
У зв'язку з відвідуванням Чернігівськой чоловічій гімназії про нього збереглася згадка: «27 травня 1881 Чернігівську гімназію відвідав і. д. Чернігівського губернатора князь Шаховський».
З 15 травня 1883 по 4 квітня 1885 року — губернатор м. Чернігів.
У 1885 році князь Сергій Володимирович Шаховський був призначений губернатором Естляндії. Особливу увагу приділяв духовному житті населення, при ньому почалося будівництво нових православних храмів.

Зі спогадів С. І. Уманець [2] : 
| Ліві лапки | "... Я познакомился съ бывшимъ эстляндскимъ губернаторомъ, княземъ Сергѣемъ Владиміровичемъ Шаховскимъ, въ апрѣлѣ 1893 года. ... Князь С. В. былъ высокаго роста, широкоплечій и довольно полный блондинъ съ умными и добрыми сѣрыми, съ синимъ отливомъ, глазами и красивой окладистой бородой, которую онъ разчесывалъ на двѣ половины, что чрезвычайно шло къ его благообразному лицу чисто славянскаго типа. Голосъ у князя былъ удивительно пріятный — это былъ басъ съ бархатными нотами и ласкавшими слухъ переливами. Внѣшность князя сразу располагала въ его пользу и, вы, съ первой же минуты знакомства съ этимъ симпатичнымъ человѣкомъ, чувствовали себя въ числѣ его друзей." | Праві лапки |

Відпустка князь із дружиною княгинею Єлизаветою Дмитрівною Шаховською, до шлюбу Мілютіною (1844–1939) іноді проводив в Криму в Сімеїз в маєтку свого тестя графа Д. А. Мілютіна.
| Ліві лапки | ... Въ 1887 году, по мысли князя С. В. Шаховскаго, въ м. Іевве, расположенномъ въ двадцати пяти верстахъ отъ Пюхтицы, учреждено было отделение православнаго прибалтійскаго братства Христа Спасителя и Покрова Божией Матери, подъ председательствомъ супруги князя С. В., — княгини Елизаветы Дмитріевны Шаховской. Ближайшею своею задачею вновь возникшее братство поставило, на первое время, призрение и воспитание местныхъ сиротъ, православнаго исповеданія, а также оказание медицинской помощи сельскому населению, безъ различія исповеданій, посредствомъ устройства пріютовъ и лечебницъ, по возможности, съ постоянными кроватями. Въ первый же годъ своего существованія братство открыло въ м. Іевве школу, а въ 1888 г. устроило тамъ лечебницу съ аптекой, приемнымъ покоемъ и двумя комнатами для помещения амбулаторныхъ больныхъ. Затемъ, въ течение 1889 и 1890 г., въ Іевве были открыты пріютъ для православныхъ сиротъ и рукодельная для приходящихъ ученицъ, безъ различия вероисповедания, а также сформированъ церковный хоръ и положено начало школе иконописи. Главною своею и священною целью учрежденное трудами князя и княгини Шаховскихъ братство полагало устройство женской обители на Богородицкой горе, въ Пюхтице, куда со временемъ могли бы быть перенесены и все вновь открытая въ Іевве благотворителъныя учреждения. Благодаря упорной и неослабной энергии князя С. В. Шаховскаго, вся Богородицкая гора была изъята изъ рукъ иноверцевъ и стала собственностью православнаго духовнаго ведомства. По всеподданнейшемъ докладъ оберъ-прокурора Св. Синода, К. П. Победоносцева, 29-го апреля 1891 г. последовало Высочайшее соизволение на предоставление Богородицкой горы въ полное и исключительное владение православной церкви. Этотъ важный шагъ въ деле упрочения православия въ пюхтицкомъ крае, начавшемъ подъ гнетомъ злой судьбы, терять свой прежний православный обликъ, открылъ Іеввенскому братству возможность осуществить свое намерение устроить на Богородицкой горе женский монастырь съ благотворительными при немъ учреждениями. По ходатайству местнаго преосвященнаго, Св. Синодомъ разрешено было учредить на Богородицкой горе Пюхтицкую Успенскую женскую общину, открытие которой и состоялось 15-го августа 1891 года.. Къ этому дню заботами*) княгини Е. Д. Шаховской былъ оконченъ новый деревянный домъ на Богородицкой горе, для помещения сестеръ. Въ тотъ же знаменательный для жизни Пюхтицкаго края день община была осчастливлена Монаршей милостью — пожалованиемъ въ Бозе почившимъ Государемъ Императоромъ Александромъ III богатыхъ священническихъ облачений въ пюхтицкую церковь. Для упрочения Пюхтицкой женской общины Іеввенское братство приобрело для нея два соседнихъ съ Богородицкой горой земельныхъ участка, съ полнымъ хозяйствомъ и инвентаремъ, и приступило къ устройству храма. Для этой цели братство решило воспользоваться недостроеннымъ зданиемъ кирки, возводимой было въ несколькихъ саженяхъ отъ упомянутой выше православной часовни. Это здание и было обращено въ соборный храмъ общины. ... Къ августу 1885 г. кирка была подведена уже подъ крышу, а на 15-е число того-же месяца было назначено ея торжественное освящение. ... Община все более и более расширяла свою деятельность, Въ 1891 году при общине открытъ приютъ для детей бедныхъ родителей, а въ следующемъ году начался приемъ больныхъ въ устроенной при общине лечебнице. Въ виду быстраго возникновения при общине помянутыхъ благотворительныхъ учреждений, она, несмотря на кратковременное свое существование, сразу приобрела къ себе уважение не только среди местныхъ православныхъ, но даже и иноверцевъ. Приливъ богомольцевъ на Богородицкую, или Святую гору сталъ день ото дня возрастать, и это послужило поводомъ къ возбужденно Іеввенскимъ братствомъ, съ княгиней Е. Д. Шаховской во главе, новаго ходатайства о преобразовании общины въ монастырь, что и было уважено Св. Синодомъ. Пюхтицкая Успенская женская община, по определению Св. Синода, отъ 23-го октября 1893 г., была преобразована въ монастырь. [2] | Праві лапки |

*) Княгиня Є. Д. Шаховська зверталася до багатьох людей з проханнями, з листами … Відомо, зокрема, що в 1888 році княгиня Є. Д. Шаховська листувалася з питань улаштування православ'я в Естонії зі святим праведним Іоанном Кронштадтський, який прислав їй своє благословення і 200 рублів для Пюхтіцкого монастиря і на просвітницькі цілі.
Ось що вона писала[3]:

| Ліві лапки | «13 сентября 1888 года. Глубокочтимый отец Иоанн! Ваше имя и ваши дела слишком известны, чтобы мне нужно было в многих словах объяснять вам, зачем я, вам неизвестная, решилась обратиться к вам. Чуда прошу я у вас, не для себя или близкого мне другого человека, а для дела, которое очень люблю, но ежеминутно чувствую – насколько силы мои слабы и воля несовершенна в служении Ему…” | Праві лапки |

 (Далі княгиня описує проблеми, пов'язані з пристроєм храму на Пюхтіцьцій горі в цій місцевості.)

В архіві збереглася копія відповіді Єлизаветі Дмитрівні отця Іоанна від 26 вересня 1888 року:

| Ліві лапки | “Ваше сиятельство, достоуважаемая княгиня Елизавета! Получил ваше письмо и с сердечным сочувствием прочитал его. Да наградит Вас Господь за ваше посильное содействие в утверждении Православия в крае, где Господь судил Вам жить и действовать на благо народу и во славу Божию…Вы просите у Бога чуда для успешного распространения Православия и для оказания помощи бедным эстам и латышам. Бог есть Бог чудес во все времена…Он сотворил и сотворит чудеса в Вашем братстве и утвердит Ваше дело до конца. Имею честь прислать на нужды общества 200 рублей. Сердечно Вам кланяюсь, княгиня. Ваш покорный слуга и богомолец – протоиерей Иоанн Сергиев”. | Праві лапки |

Турбота про болящих і стражденних була постійною турботою ігумені та попечителькою обителі княгині Єлизавети Шаховської.
Ось що пише княгиня Шаховська юристу Ф. Н. Плевако:
| Ліві лапки | «Мы — русские, православные, должны пойти навстречу нашим эстонским братьям и дать им то, без чего на земле человеку жить нельзя: церковь, школу, уход за больными... и чего они, будучи бедны, сами себе дать не могут. ... Прежде всего, цифры, сообщаемые священниками приходов, указывают на следующие нужды: 1) Надо призреть 88 стариков и немощных; 2) Надо везде лечить народ, лишенный в Эстляндии врачебной помощи; 3) Надо создать приют для сирот (22 круглых, 84 не имеющих одного из родителей) и образцовую школу для эстонских православных девочек, из которых могли бы получиться школьные учительницы». | Праві лапки |

Свої останні роки вона провела в маленькому будиночку поблизу Пюхтіцького монастиря, де й померла в 1939 році. Похована в Пюхтіцькому монастирі. 

| Ліві лапки | "... Энергия въ работе безъ откладывания «въ долгий ящикъ» была отличительной, субъективной чертой князя, умевшаго при этомъ съ удивительной верностью сразу различать, что въ деле существенно важно и что неважно, за что надо приняться поскорее и что можетъ подождать. Эту-же энергию, скорость и готовность къ работе князь умелъ вселять и въ окружавшихъ его лицъ, которыхъ вдохновлялъ собственнымъ примеромъ, работая почти безъ передышки весь день. Вставая очень рано, князь занимался и принималъ просителей до завтрака, затемъ уезжалъ по деламъ или председательствовалъ въ очередныхъ заседанияхъ, где всегда являлся вполне хозяиномъ своего дела, такъ какъ постоянно въ совершенстве зналъ разсматриваемые вопросы и всю предыдущую по немъ переписку и умелъ вести прения такъ, что все нужное выступало наружу, не давая разыгрываться вредящему делу словоговорению. Передъ обедомъ (въ 6 — 7 часовъ) князь обыкновенно спалъ часъ или полтора, а после обеда опять занимался, читалъ, просматривалъ, велъ деловыя беседы, но уже никогда не подписывалъ бумагъ решающаго и серьезнаго значения. — Я это делаю непременно утромъ, говорилъ онъ, со свежей головой и вполне отдохнувши... «Злобы дня» иногда затемняютъ мысль и направляютъ решения не на должный путь. Утромъ же, до всякихъ встречъ, впечатлений и разговоровъ, все какъ-то яснее, проще, виднее. Подписывая по утрамъ, въ своемъ рабочемъ кабинете, бумаги, по канцелярии и губернскому правленію, князь всегда знакомился со всей перепиской по тому или иному делу, и поэтому настолько хорошо зналъ положение каждаго вопроса, что зачастую могь въ этомъ отношении поспорить сь любымъ изъ своихъ советниковъ и делопроизводителей. Въ бытность мою въ Ревеле князь не разъ указывалъ своимъ чиновникамъ на ошибки въ делопроизводстве, незамчеченныя лицами, близко стоявшими къ делу, но не укрывшияся отъ зоркаго наблюдения образцоваго начальника губернии. По вечерамъ князь любилъ иногда поиграть въ карты у знакомыхъ или въ русскомъ общественномъ собрании. ... Русское общественное собраніе въ Ревелѣ, вызванное къ жизни въ 1888 году, личной иниціативой князя С. В., было ему всегда очень дорого, такъ какъ онъ лелѣялъ мечту о возможности единенія, на почвѣ русскаго клуба, благомыслящихъ нѣмецкихъ элементовъ края съ русскимъ обществомъ путемъ постояннаго взаимнаго ихъ сближенія и ознакомленія мѣстныхъ интеллигентныхъ силъ съ произведеніями русскаго искусства, русской музыки и русской литературы. Постройкой собственнаго дома для русскаго собранія князь хотѣлъ окончательно поставить его на ноги и дать возможность продолжать свое дальнѣйшее существованіе безъ правительственной субсидіи, получаемой собраніемъ съ 1891 г. Проектъ князя о возведеніи для русскаго клуба собственнаго каменнаго дома осуществился, но начальнику губерніи не суждено было увидѣть этого дома собственными глазами: освященіе закладки зданія русскаго собранія въ Ревелѣ совершилось 10 іюня 1894 года, а 12 октября того-же года князя С. В. не стало ... Что-же касается мечты князя о возможности сдѣлать русскій клубъ въ Ревелѣ центромъ сближенія русскихъ края съ мѣстными элементами, то мечта эта такъ все время и оставалась мечтой и только! Русское собраніе въ Ревелѣ въ мое время всегда пустовало, такъ какъ въ самомъ мѣстномъ русскомъ обществѣ не было общественности. Можно-ли было поэтому ожидать какого-либо нравственнаго воздѣйствія со стороны русскаго собранія на мѣстное ньмецекое культурное общество, имѣвшее массу ферейновъ и кружковъ, когда сами же русскіе почти не заглядывали въ свое собраніе, а если и шли туда, то только для того, чтобы ”повинтить” или поиграть на билліардѣ? Это съ одной стороны. Съ другой — окружавшія покойнаго начальника губерніи лица, его, такъ сказать, ближайшіе помощники. не хотѣли, или, вѣрнѣе, не умѣли, добиться этого единенія, что было бы въ высшей степени желательно и крайне полезно для края. Они, къ сожалѣнію, недостаточно ясно сознавали разумныя задачи обрусѣнія и видѣли способы осуществленія благой цѣли въ слишкомъ рѣзкомъ натискѣ и ненужномъ давленіи. Явившись въ Эстляндскую губернію съ лучшими намѣреніями, полными миролюбивыхъ замысловъ, князь, благодаря вышесказанному, помимо воли, пріобрѣлъ репутацію “фанатика”, неуживчиваго, неуступчиваго, идущаго "на проломъ", чего на самомъ дѣлѣ не было вовсе и что ему было навязано окружавшими его лицами." | Праві лапки |

| Ліві лапки | " ... Князь Шаховской очень цѣнилъ въ своихъ чиновникахъ любовь къ серьезнымъ литературнымъ, занятіямъ и всячески поощрялъ ихъ къ этому, что не очень часто, къ сожалѣнію, замѣчается вообще у начальствующихъ лицъ, проявляющихъ подчасъ непохвальную боязнь къ печатному слову." | Праві лапки |

| Ліві лапки | " ... Князя С. В. я видалъ довольно часто. Я всегда заставалъ его въ бодромъ и добродушномъ настроеніи. Сь подчиненными онъ былъ ласковъ, доброжелателенъ и прость, никогда не принимая начальническаго тона; съ княземъ можно было говорить совершенно искренно и не соглашаться съ его мнѣніемъ. Зачастую онъ спорилъ со своими чиновниками оживленно и горячо и умѣлъ выслушивать мнѣнія, несогласныя съ его воззрѣніями, съ должнымъ вниманіемъ и объективностью. Противорѣчія его нимало не раздражали и не вносили никакихъ неровностей въ его отношенія къ людямъ. По натурѣ князь былъ вспыльчивъ, но, какъ и всѣ вспыльчивые люди, очень добръ и отходчивъ. Онъ горячился, дѣлая замѣчаніе или выговоръ (я разъ испыталъ на себѣ вспышку его гнѣва), но затѣмъ быстро смягчался и успокоивался. Чрезъ нѣсколько минутъ онъ уже шутилъ и весело смѣялся. Эти качества дѣлали его любимымъ среди подчиненныхъ, о которыхъ онъ постоянно заботился и которыхъ прекрасно зналъ, будучи очень доступнымъ. Кстати о составѣ его чиновниковъ. Они при князѣ С. В., и въ губернаторской канцеляріи и въ губернскомъ правленіи были почти всѣ сплошь съ университетскимъ образованіемъ, что не такъ-то часто встрѣчается въ провинціи, гдѣ зачастую даже среди совѣтниковъ губернскихъ правленій, можно встрѣтить людей, не осилившихъ и последняхъ классовъ гимназій... Этотъ избранный контингентъ чиповниковъ администраціи въ Ревелѣ, въ бытность Эстляндскимъ губернаторомъ князя С. В. Шаховскаго, объясняется, съ одной стороны, заботою самаго князя о привлеченіи къ себѣ интеллигентныхъ силъ, съ другой,— личностію князя, въ высшей степени симпатичной и обаятельно дѣйствовавшей на людей, ищущихъ настоящаго дѣла, а не отбыванія служебной лямки въ присутственное время. Служба въ Ровеле при князѣ С. В. была привлекательна, такъ какъ давала возможность сознательно работать на пользу живаго государственнаго дѣла, и вмѣстѣ лестной, такъ какъ приближала васъ къ выдающейся личности русскаго дѣятеля — патріота рюриковой крови на балтійскомъ поморьѣ''. Послѣ смерти князя контингентъ мѣстныхъ чиновниковъ сразу измѣнился: почти всѣ прежнія, служившія при князъ лица, его товарищи-сподвижники и вѣрные слуги, одинь за другимъ ушли изъ Ревеля, не желая быть свидѣтелями воцарившагося, тотчасъ по кончинѣ князя, новаго режима въ Ревелѣ, такъ мало схожаго съ той бодрящей и согрѣвающей атмосферой, въ которой приходилось работать при князѣ С. В. Шаховскомъ." | Праві лапки |